# جوني بنت
جوني بنت (بالإنجليزية: Johnny Bent)‏ هو لاعب هوكي الجليد أمريكي، ولد في 5 أغسطس 1908 في بنسيلفانيا في الولايات المتحدة، وتوفي في 5 يونيو 2004 في ليك فورست في الولايات المتحدة.

## وصلات خارجية
- جوني بنت على موقع EliteProspects.com (الإنجليزية)
- جوني بنت على موقع Eurohockey.com (الإنجليزية)
- جوني بنت على موقع أوليمبيديا (الإنجليزية)